# XIV Rezerwowy Korpus Armijny (Cesarstwo Niemieckie)
XIV Rezerwowy Korpus Armijny  (niem. XIV. Reserve-Korps)  – wyższy rezerwowy związek taktyczny Armii Cesarstwa Niemieckiego. 
W sierpniu 1914 rozwinięto w Niemczech do etatów wojennych związki operacyjne (armie). W skład 7 Armii wszedł między innymi XIV Rezerwowy Korpus Armijny. W I wojnie światowej korpus walczył na froncie zachodnim.
Na jego bazie utworzono Grupę Armijną Gaedego.

## Struktura organizacyjna
Skład od 2 VIII 1914 do 20 IX 1915:
- dowództwo korpusu
- 26 Rezerwowa Dywizja Piechoty
- 28 Rezerwowa Dywizja Piechoty